# کنارنشین فرامرزی

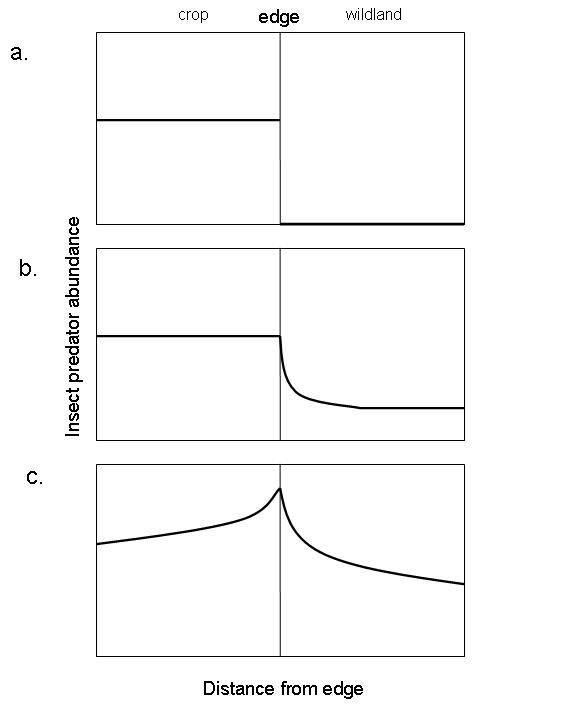
شکل ۱. مدل مفهومی کنارنشین‌های فرامرزی شکارچیان حشرات از لکه‌های کشاورزی تا مناطق وحشی مجاور. آ. تخصص زیستگاه، مرز یک لبه سخت برای شکارچیان است به طوری که آنها در لکه‌های وحشی پراکنده نمی‌شوند. ب تفاوت در بهره‌وری، افزایش بهره‌وری در لکه کشاورزی به یک شکارچی حشره عمومی اجازه می‌دهد تا به لکه‌های وحشی با بهره‌وری کمتر پراکنده شود. این نمونه‌ای از پاسخ لبه‌ای مثبت جهت‌دار است. ج. استفاده از منابع مکمل، فراوانی شکارچی حشرات نزدیک به لبه بالاتر است زیرا آنها به منابع موجود در هر دو تکه نیاز دارند. این نمونه‌ای از پاسخ لبه مثبت متقابل است (بازترسیم از رند و همکاران، ۲۰۰۶).

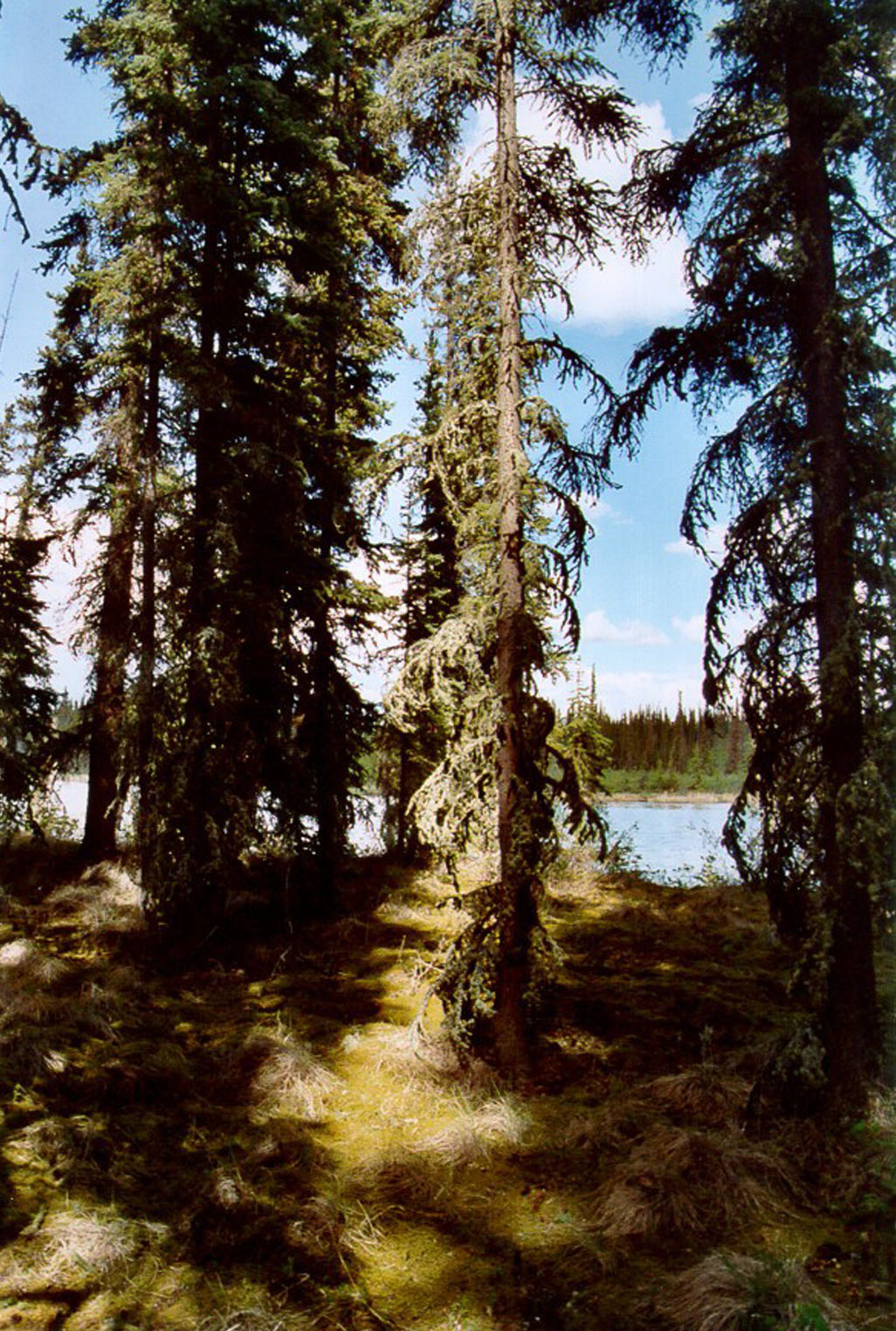
جنگل‌های شمالی آلاسکا در پناهگاه ملی حیات وحش یوکون

کنارنشین‌های فرامرزی (به انگلیسی: Cross-boundary subsidy) توسط جانداران یا موادی ایجاد می‌شود که از مرزهای تکه‌های زیستگاه عبور می‌کنند یا از آن می‌گذرند و به جمعیت‌های ساکن کنارنشین می‌شوند. جانداران و مواد منتقل‌شده ممکن است شکارچیان، طعمه یا مواد مغذی دیگری را برای گونه‌های ساکن فراهم کنند که می‌تواند بر ساختار جامعه و شبکه غذایی تأثیر بگذارد. کنارنشین‌های فرامرزی از مواد و جانداران در چشم‌اندازها تشکیل‌شده از انواع لکه‌های زیستگاهی مختلف یافت می‌شود و بنابراین به ویژگی‌های آن لکه‌ها و به مرزهای بین آنها بستگی دارد. تغییر چشم‌انداز انسانی، عمدتاً از طریق تکه‌تکه شدن، این پتانسیل را دارد که کنارنشین‌های مهم فرامرزی را با تکه‌های زیستگاهی خردشدهٔ جداگانه فزاینده جایگزین کند. درک اینکه چگونه فرآیندهایی که بیرون از تکه‌های زیستگاه رخ می‌دهند می‌توانند بر جمعیت‌های درون آن‌ها تأثیر بگذارند، ممکن است برای مدیریت زیستگاه مهم باشد.

### گونه‌های مهاجم
کاربردهای گونه‌های مهاجم و استفاده از عوامل کنترل بیولوژیکی نیز ممکن است ارتباط نزدیکی با ایده کنارنشین‌های فرامرزی داشته باشد. معرفی گونه‌ها به یک لکه برای کنترل زیستی ممکن است عواقب غیرقابل پیش‌بینی روی پویایی در تکه‌های همسایه داشته باشد.